# Prosinačke žrtve 5. prosinca 1918.
Prosinačke žrtve 5. prosinca 1918. označava krvavo gušenje protivnika jugounitarizma po zapovjedi komesara zagrebačke policije Grge Angjelinovića nad pripadnicima Kr. hrvatskog domobranstva (25. i 53. domobranske pukovnije) koji su prosvjedovali na Trgu bana Jelačića protiv uvlačenja Hrvatske u južnoslavensku državu bez izjašnjavanja volje ili davanja suglasnosti hrvatskoga naroda. To je bila reakcija na proslavu ujedinjenja, koju su jugounitaristi organizirali na Trgu. To je istodobno označavalo kraj tada 50-godišnjeg djelovanja Hrvatskog domobranstva i početak progona svih protivnika novostvorene kraljevine. Poginulo je 13, a ranjeno 17 ljudi.
Dan prije ovog krvoprolića nove su jugoslavenske vlasti pokazale kakva će biti Jugoslavija: velikosrpska, hegemonistička, netolerantna i ponašanjem je najavila desetljeća monarhofašizma. Zabranile su izlaženje pravaško-frankovačkog dnevnika Hrvatske, kojim je posljednji broj izašao 3. prosinca 1918. godine. U tom je broju izašla pravaška poslanica narodu, u kojoj se zalažu za ustroj države koji bi proizlazio iz ujedinjavanja svih hrvatskih zemalja u novu federalnu državu republikanskoga uređenja. Federaciju bi sačinjavale slobodne, nezavisne i suverene države Slovenaca, Hrvata i Srba, a odluka o ujedinjenju mora biti slobodna volja cjelokupnog naroda Slovenaca, Hrvata i Srba. Taj stav nije bio po volji novim vlastima.

## Sukob na Jelačićevom trgu
Nezadovoljstvo hrvatskoga pučanstva ujedinjenjem izražavalo se u mnogim mjestima, uznemireno stanovništvo i naoružani vojnici manifestirali su za Republiku. Kada je u Zagreb 2. prosinca 1918. godine, na večer, stigla vijest o proglašenju Kraljevstva SHS malobrojan svijet koji je bio uz Svetozara Pribićevića i za ujedinjenje počinje manifestirati za novostvorenu kraljevinu. To se ponavljalo i narednih dana. Pravaši objavljuju u glasilu Hrvatska, br. 2207., od 3. prosinca, proglas: "Hrvatskom narodu": "Oduzeše Tebi hrvatski narode Tvoju suverenost i prenesoše vladarsku vlast nad hrvatskim narodom na N. V. srpskoga kralja Petra I (...) za Tvoju odluku u tom važnom času nitko Te nije pitao (...)". Dana 5. prosinca, kada je oveći broj hrvatskih vojnika 25. i 53. pukovnije, od kojih su mnogi bili naoružani, manifestirao za republiku došlo je do oružanog sukoba.:str. 52. Tadašnji šef policije Grga Angjelinović, saznavši prije za njihovu namjeru prosvjeda, postavio je na neke od kuća na Jelačićevom trgu naoružane vojnike (mornare) koji su zapucali iz strojnica na prosvjednike iz 25. i 53. pukovnije te prolaznike.:str. 52. Neki vojnici 25. i 53. pukovnije uzvratiše vatru ali kako bijahu nezaštićeni i na otvorenom trgu, podlegoše.:str. 52. Prema službenom izvješću u tom sukobu ubijeno je 13 (od toga 9 vojnika) a ranjeno 17 ljudi (od toga 10 vojnika).:str. 52. Radi tog krvoprolića zavladalo je u Zagrebu ogorčenje o kojemu se nitko nije smio javno izraziti, kako ne bi bio uhićen. Novine su morale šutjeti, da ih ne stigne sudbina pravaškog dnevnika "Hrvatska", kojemu je šef policije dr. Grga Angjelinović 4. prosinca 1918. zabranio daljnje izlaženje. Ubijeni su: Slavko Šćukanec, Sentmartoni, Miroslav Svoboda, Viktor Kolombar, Miloš Mrše, Mato Gašparović, Mijo Staničer, Stjepan Jureša, Josip Lupinski, Ferdo Veršec, Nikola Ivša, Dragutin Kostelac, Andro Martinko i Antun Tašner-Juričić.:str. 54. Nakon pokolja na gradskim se ulicama pojavila brojna vojska novog režima, čitavi odredi pješaštva i konjaništva.
Razloge pobune sami vojnici kasnije su ovako objašnjavali: "U uzornom redu stupahu postrojbe u pravcu Jelačićevog trga uz ogromnu pratnju rodoljubnoga građanstva. Naša je namjera bila proglasiti slobodnu hrvatsku republiku. Uz to se putem izražavalo veliko narodno ogorčenje protiv Srba povicima: "Dolje srpska dinastija! Dolje kralj Petar! Dolje srpski militarizam!" Isto tako se klicalo slobodnoj Hrvatskoj, Stjepanu Radiću i hrvatskoj republici.:str. 53.

### Dr. Ivan Pernar opisuje sukob
Dr. Ivan Pernar sukob je promatrao s jednog prozora na Jelačićevom trgu i u narednom broju Radićevog časopisa Dom opisao je događaje:
»Oko tri sata i četvrt začuje se od strane Ilice klicanje "Živila republika!" Dolazilo je najmanje 600 oboružanih vojnika sa dvije mašinske puške. S Popovićeve kuće (na Jelačićevom trgu broj 4) htjelo se pucati na momčad. Nato je više vojnika podiglo u zrak puške i na puškama bijele marame, vičući: "Mi ne ćemo pucati. Nemojte ni Vi, nego nam dajte mašinske puške". Začas bude predana mitraljeza u kući broj 4. Nato je glazba zasvirala "Lijepa naša domovina". Vojnici pođoše u kuću broj 6, da im i oni predadu mašinsku pušku. U to vrijeme čuli su se ponovno poklici, da republikanci ne će pucati, samo neka ne pucaju kraljevci. Ne znam, što se događalo u kući broj 6; samo je pao jedan hitac, našto je napolje izletilo 6 do 8 vojnika. Oko 15 vojnika vratilo se natrag u kuću. Što se sada unutra događalo ne znam; ali nakon nekoliko časaka čuo se prasak pušaka. Planuše puške u veži kuće broj 6, a vojnici nagnuše jedan preko drugoga, te jedan ostade ležati pred vežom. Sada počnu rikati mitraljeze, i to prva republikanska od palače Prve hrvatske štedionice, druga iz kuće broj 6 na Jelačićevom trgu, treća iz Fellerove kuće (na uglu Jurišićeve ulice i Jelačićevog trga), četvrta kod svjetiljke lijevo od Jelačićevoga spomenika, a peta je bila postavljena iza samoga spomenika, ležeći potrbuške; ovi su se šćućurili, da se zaštite od taneta. Jedan ili dva bijahu do smrti ubijeni. Pucalo se iz Fellerove kuće i sa strane od ulice Marije Valerije. (U zahodu na uglu Jelačićevog trga i ulice Marije Valerije bijahu smješteni oboružani članovi "Srpskoga Sokola"). Tako su ubijeni još i preostali vojnici. Kad je pucnjava prestala, digne se jedan mališ, koji je bio ranjen u desnu ruku, radi čega je ljevicom držao desnicu. Od gomile kod spomenika ostade živ jedan jedini. Kada su kola došla po mrtve, ustade taj, - bio je narednik, a sav krvav od glave do pete, - pa zapita, gdje da se opere i gdje li je liječnik. Krva je natopila granitni postav bana Jelačića i okolišni pločnik. Užasna slika! Ljudi su od znatiželje dolazili, te su bez srca gazili po krvi.«:str. 56-57.
Zagrebački časopis Riječ, br. 98. od 30. travnja 1921., donosi govor dr. Grge Budislava Angjelinovića u beogradskoj Skupštini, od 26. travnja 1921., u kojem je oštrim tonom napao hrvatsku pravašku politiku, kojoj je donedavno i sam pripadao, da nerado gleda na ujedinjenu Kraljevinu SHS i da pokušava isprovocirati nove nerede u Hrvatskoj. "Ako bi Hrvatska jednog dana postala Irska, mi ćemo opet biti žandari", kazao je Angjelinović. Na to glas iz publike: "Vi u tome imate prakse." Dr. Angjelinović progovorio je o svojoj praksi u Zagrebu i pred skupštinskim zastupnicima ponovio što je to učinio u Zagrebu: "Po svojoj dužnosti smatrao sam da treba prvi da počnem i ja se tim krvavim rukama ponosim", kazao je dr. Grga Budislav Angjelinović nakon pokolja hrvatskih prosvjednika protiv uspostave Jugoslavije. Premda je znao da je riječ tek o manifestaciji, Angjelinović je svjesno želio proliti krv da bi se u Beogradu mogao hvaliti kako je on umirio Zagreb.
Petoprosinačko krvoproliće imalo je posljedice koje su se odrazile odmah i na rad političkih stranaka, prije svega na Stranku prava, čiji je vođa onda bio Vladimir Prebeg. Dio vodstva stranke neposredno nakon krvoprolića bio je uhićen, a mnogi drugi frankovci šikanirani. Među uhićenima bili su Ivo Elegović, Vladimir Sachs i Ivo Frank.

## Suđenje prosvjednicima
Citat iz knjige dr. Rudolfa Horvata Hrvatska na mučilištu: 
»U Zagrebu je 27. prosinca 1918. godine započela pred vojnim sudom glavna rasprava protiv 23 vojnika radi bune koju su počinili 5. prosinca. Od pripadnika 53. pješačke pukovnije bili su optuženi vodnici Ivan Perečić, Dragutin Mort i Josip Šimatović, desetnik Adolf Schwartz, razvodnik Janko Herceg te pješaci Mirko Drobac i Janko Pomjan; od pripadnika 25. domobranske pukovnije vodnik Rudolf Cecelja, desetnik Ivan Babić, razvodnici Andrija Fijan i Franjo Kovačić, te pješaci Mirko Milošak, Franjo Gašparac, Marko Majsl, Mirko Vragović, Blaž Barac, Tomo Potlaček, Konrad Škreblin, Stjepan Tresoglavec, Josip Ruklić, Stjepan Crnčec i Marko Koren, a od 2. bosansko-hercegovačke pukovnije Mustafa Bašagić. Vojno ih je odvjetništvo optužilo da su - nakon prethodnoga dogovora, da će manifestirati gradom za republiku, - sastavili povorku od 150 momaka od 53. pješačke pukovnije, kojima se priključila povorka od 100 momaka 25. domobranske pukovnije. (...) Raspravi je predsjedao potpukovnik Kasumović, a vodio je major Burkhart. Optužbu je zastupao vojni odvjetnik Ivo Stožir, a optužene su branili vojni aditori Ugrinov i Vranković, te zagrebački odvjetnici: dr. Radivoj Walter, dr. Schick i Sporčić. (...) Glavna je rasprava potrajala 3 dana. (...) Poslije dovršene rasprave proglasio je vojni sud istom 6. siječnja 1919. presudu, kojom se Ivan Perečić osuđuje na 10 godina zatvora, Rudolf Cecelja i Josip Šimatović na 7 godina, Dragutin Mort, Adolf Schwartz, Ivan Babić, Janko Herceg i Franjo Kovačić na 3 godine i 6 mjeseci, a Janko Pomjan, Mirko Milošak, Franjo Gašparović, Marko Majsl, Mirko Vragović, Blaž Barac, Tomo Potlaček, Konrad Škreblin, Stjepan Tresoglavec, Josip Ruklić, Stjepan Crnčec i Marko Koren na 1 godinu do 1 godine i 6 mjeseci. Sve su ove kazne većim dijelom izdržane, a tek manjim dijelom oproštene.«:str. 58.-59.
Dr. Lavoslav Schick (1881. – 1942.), odvjetnik židovskog porijekla, besplatno je branio optužene vojnike pred sudom. Ubijen je od ustaša u logoru Jasenovac, 1942. godine.

## Vanjske poveznice
- Komemoracija prosinačkim žrtvama[neaktivna poveznica]
- Vjesnik online[neaktivna poveznica]
- Hrvoje Dečak, Naredio paljbu na svoje. Prosinačke žrtve: Zla sjena Hrvata nad rodoljubima ubijenima Večernji list, 4. prosinca 2010.
- Sjećanje na Prosinačke žrtve: pokolj prosvjednika na Trgu bana Jelačića  Arhivirana inačica izvorne stranice od 28. veljače 2013. (Wayback Machine)